# Brustorpet
Brustorpet är en småort i Kungsåra socken i sydöstra delen av Västerås kommun, Västmanland. Orten är belägen cirka 1 km öster om småorten Kungsbyn. På vägvisaren till Brustorpet står det Kungsby hagar, vilket även är namnet på samfällighetsföreningen. Vägen heter Kungsby byväg. 